# لويد لا بيتش
لويد لا بيتش (بالإسبانية: Lloyd LaBeach) هو عداء سريع بنمي، ولد في 28 يونيو 1922 في بنما في بنما، وتوفي في 19 فبراير 1999 في نيويورك في الولايات المتحدة.

## وصلات خارجية
- لويد لا بيتش على موقع اللجنة الأولمبية الدولية (الإنجليزية)
- لويد لا بيتش على موقع أوليمبيديا (الإنجليزية)